# 補体依存性細胞傷害
補体依存性細胞傷害（ほたいいそんせいさいぼうしょうがい、英: complement-dependent cytotoxicity、CDC）は、IgG抗体およびIgM抗体のエフェクター機能である。抗体が標的細胞（細菌やウイルスに感染した細胞など）の表面抗原に結合すると、これらの抗体に結合したタンパク質C1qによって補体系の古典経路が作動し、膜侵襲複合体（MAC）が形成され、標的細胞が溶解することになる。
補体系は、ヒトのIgG1、IgG3、IgM抗体によって効率的に活性化され、IgG2抗体では弱く、IgG4抗体では活性化されない。
治療用抗体や抗体断片が抗腫瘍効果を発揮するための作用機序の一つである。

## CDCアッセイの利用

### 治療用抗体
抗腫瘍性の治療用抗体を開発するには、標的細胞を殺すためのCDC誘発能力を含む、抗体のエフェクター機能をin vitro で分析する必要がある。古典的なアプローチは、抗体を標的細胞および補体源（血清）と共にインキュベートすることである。その後、いくつかの方法で細胞死を測定する。
放射能法
CDC測定の前に標的細胞を51Crで標識すると、細胞溶解（細胞死）時にクロムが放出され、その放射能量を測定する。
生細胞の代謝活性の測定（生細胞染色）
標的細胞を抗体や補体とインキュベートした後、細胞膜を透過する色素（カルセインAMやレサズリンなど）を添加する。生きている細胞はこれを代謝して、フローサイトメトリーで検出できる不透過性の蛍光生成物を作る。この生成物は、代謝が不活発な死細胞では形成されない。
放出された細胞内酵素の活性測定
死細胞が酵素（LDHやGAPDHなど）を放出し、その基質を加えると色の変化が起こり、通常は吸光度や蛍光の変化として定量される。
死細胞の染色
（蛍光）色素が死細胞の損傷した細胞膜を通して死細胞内に入り込む。例えば、ヨウ化プロピジウムは死細胞のDNAに結合し、フローサイトメトリーで蛍光シグナルが測定出来る。

### HLA型判定・交差適合試験
CDC検査は、臓器や骨髄の移植に適したドナー、すなわちMHCであるHLAの表現型が一致するドナーを見つけるために行われる。まず、患者とドナーのHLA表現型を決定するために、HLA型判定が行われる。適合する可能性のあるペアが見つかると、患者が移植片拒絶反応を引き起こす可能性のあるドナー特異的な抗HLA抗体を産生することを排除するために、交差適合試験が行われる。
CDC方式のHLA型（血清型）では、特徴付けられた同種間ポリクローナル抗体またはモノクローナル抗体から成る抗HLA抗体のバッチを使用する。これらの抗体は、患者またはドナーのリンパ球および補体源と1つずつインキュベートされる。死細胞の量（つまり陽性結果）は、死細胞または生細胞の染色によって測定される。最近では、CDC型判定に代わって、PCRによってHLA分子のヌクレオチド配列を特定する分子型判定が行われている。
CDC法は通常、交差適合試験に用いられる。基本的には、患者の血清をドナーのリンパ球とインキュベートし、ウサギの補体を加えた後に2回目のインキュベートを行う。死細胞の存在（陽性）は、ドナーがこの患者に適していないことを意味する。検査感度を上げるためには、最小培養時間の延長、抗ヒトグロブリン（AHG）の添加、補体添加前の未結合抗体の除去、T細胞とB細胞のサブセットの分離などの改良が可能である。CDC交差適合試験以外にも、より感度が高く、補体非活性化抗体も検出できるフローサイトメトリー交差適合試験もある。

## 参考資料
1. ↑  Schroeder, Harry W.; Cavacini, Lisa (2010). “Structure and function of immunoglobulins”. Journal of Allergy and Clinical Immunology. 2010 Primer on Allergic and Immunologic Diseases 125 (2, Supplement 2):  S41–S52. doi:10.1016/j.jaci.2009.09.046. ISSN 0091-6749. PMC 3670108. PMID 20176268.
2. ↑  The Role of Complement in the Mechanism of Action of Rituximab for B-Cell Lymphoma: Implications for Therapy. Zhou 2008
3. ↑  Complement dependent cytotoxicity activity of therapeutic antibody fragments is acquired by immunogenic glycan coupling. Archived 2016-04-09 at the Wayback Machine.
4. ↑  Meyer, Saskia; Leusen, Jeanette HW; Boross, Peter (2014). “Regulation of complement and modulation of its activity in monoclonal antibody therapy of cancer”. mAbs 6 (5):  1133–1144. doi:10.4161/mabs.29670. ISSN 1942-0862. PMC 4622586. PMID 25517299.
5. ↑  Wang, Xinhua; Mathieu, Mary; Brezski, Randall J. (2018). “IgG Fc engineering to modulate antibody effector functions”. Protein & Cell 9 (1):  63–73. doi:10.1007/s13238-017-0473-8. ISSN 1674-800X. PMC 5777978. PMID 28986820.
6. 1 2 3 4  Taylor, Ronald P.; Lindorfer, Margaret A. (2014). “The role of complement in mAb-based therapies of cancer”. Methods 65 (1):  18–27. doi:10.1016/j.ymeth.2013.07.027. ISSN 1095-9130. PMID 23886909.
7. 1 2  Hernandez, Axel; Parmentier, Julie; Wang, Youzhen; Cheng, Jane; Bornstein, Gadi Gazit (2012). “Monoclonal antibody lead characterization: in vitro and in vivo methods”. Antibody Engineering. Methods in Molecular Biology. 907. pp. 557–594. doi:10.1007/978-1-61779-974-7_32. ISBN 978-1-61779-973-0. ISSN 1940-6029. PMID 22907374
8. ↑  Gillissen, M.A.; Yasuda, E.; de Jong, G.; Levie, S.E.; Go, D.; Spits, H.; van Helden, P.M.; Hazenberg, M.D. (2016). “The modified FACS calcein AM retention assay: A high throughput flow cytometer based method to measure cytotoxicity” (英語). Journal of Immunological Methods 434:  16–23. doi:10.1016/j.jim.2016.04.002. PMID 27084117.
9. ↑  Gazzano-Santoro, Hélène; Ralph, Peter; Ryskamp, Thomas C; Chen, Anthony B; Mukku, Venkat R (1997). “A non-radioactive complement-dependent cytotoxicity assay for anti-CD20 monoclonal antibody” (英語). Journal of Immunological Methods 202 (2):  163–171. doi:10.1016/S0022-1759(97)00002-1. PMID 9107305.
10. 1 2  Gautreaux, Michael D. (2017), Orlando, Giuseppe; Remuzzi, Giuseppe; Williams, David F., eds., “Chapter 17 - Histocompatibility Testing in the Transplant Setting”, Kidney Transplantation, Bioengineering and Regeneration (Academic Press):  223–234, doi:10.1016/B978-0-12-801734-0.00017-5, ISBN 9780128017340 2019年8月30日閲覧。
11. ↑  Guillaume, Nicolas (2018). “Improved flow cytometry crossmatching in kidney transplantation”. HLA 92 (6):  375–383. doi:10.1111/tan.13403. ISSN 2059-2310. PMID 30270577.